# شهرك قائم (غرمخان)
شهرك قائم (بالفارسية: شهرک قائم) هي قرية تقع في إيران في قسم غرمخان الريفي. يقدر عدد سكانها بـ 327 نسمة .